# Леностово
Леностово или Линостово — озеро в Пореченской волости Великолукского района Псковской области России.
Площадь — 1,5 км² (146,5 га). Максимальная глубина — 6,0 м, средняя глубина — 3,7 м.
На берегу озера расположена деревня Цветково.
Проточное. Относится к бассейну рек-притоков Ленотица, Комля, Ловать.
Тип озера лещово-плотвичный с уклеей. Массовые виды рыб: Лещ, щука, плотва, ерш, окунь, густера, уклея, карась, линь, красноперка, язь, налим, вьюн, щиповка, бычок-подкаменщик; есть раки (единично).
Для озера характерно: отлогие и низкие, частью заболоченные берега, леса, болото, огороды; в литорали — песок, песок с галькой, заиленный песок, ил; в центре — ил, есть сплавины.